# Underworld (musikalbum av Symphony X)
Underworld är det åttonde studioalbumet av det amerikanska progressive metal-bandet Symphony X, utgivet 24 juli 2015 av skivbolaget Nuclear Blast.

## Låtlista
1. "Overture" (instrumental) – 2:13
2. "Nevermore" – 5:28
3. "Underworld" – 5:48
4. "Without You" – 5:51
5. "Kiss of Fire" – 5:09
6. "Charon" – 6:06
7. "To Hell and Back" – 9:23
8. "In My Darkest Hour" – 4:22
9. "Run with the Devil" – 5:38
10. "Swansong" – 7:29
11. "Legend – 6:29

Text: Michael Romeo (spår 2–11), Michael LePond (spår 2, 3, 5, 6, 9, 10), Russell Allen (spår 9)
Musik: Michael Romeo (spår 1–11), Michael Pinnella (spår 3, 6, 10, 11), Michael Lepond (spår 6)

## Medverkande
Symphony X-medlemmar
- Russell Allen – sång
- Michael Romeo – gitarr, keyboard
- Michael Pinnella – piano, keyboard
- Mike LePond – basgitarr
- Jason Rullo – trummor

Produktion
- Michael Romeo – producent, ljudtekniker
- Jens Bogren – ljudmix, mastering
- Eric Rachel – tekniker
- Patrick Zahorodniuk – omslagsdesign
- Milena Zdravković, Warren Flanagan – omslagskonst
- Danny Sanchez – foto